# Chu Sang-song
Chu Sang-song (còn được viết là Ju Sang-song) (sinh 1933) là một cựu chính khách và tướng lĩnh Cộng hòa Dân chủ Nhân dân Triều Tiên. Ông từng giữ chức Bộ trưởng Bộ An ninh Xã hội.

## Tiểu sử
Chu Sang-song sinh năm 1933 tại tỉnh Kangwon, gia nhập Quân đội Nhân dân Triều Tiên vào tháng 6 năm 1951, và sau đó theo học tại Đại học Quân sự Kim Il-sung. Trong sự nghiệp của mình, ông thăng dần lên sĩ quan tham mưu cao cấp cấp quân đoàn, chỉ huy lữ đoàn, sư đoàn, tham mưu trưởng quân khu, tư lệnh quân đoàn và thanh tra thuộc Bộ Tổng tham mưu.
Năm 1970, ông được bầu làm ủy viên dự khuyết của Ủy ban Trung ương Đảng Lao động Triều Tiên tại Đại hội Đảng lần thứ 5, và ông được bầu vào Hội đồng Nhân dân Tối cao năm 1990. Ông là Trưởng ban Pháp chế của Hội đồng Nhân dân Tối cao. Ngày 24 tháng 12 năm 1991, ông trở thành ủy viên viên chính thức Ủy ban Trung ương Đảng Lao động Triều Tiên, tại kỳ họp thứ 19 của Ủy ban Trung ướng khóa 6. Tại kỳ họp này, Kim Jong-il cũng được xác nhận trở thành Tổng tư lệnh tối cao Lực lượng vũ trang nhân dân Triều Tiên.
Thập niên 1990 đánh dấu sự thăng tiến nhanh chóng của ông. Năm 1992, ông được thăng lên hàm Thượng tướng, và tham gia làm thành viên trong ban lễ tang Kim Il-sung năm 1994. Tháng 2 năm 1997, ông được thăng lên Đại tướng trong dịp kỷ niệm sinh nhật lần thứ 55 của Kim Jong-il, và được bổ nhiệm làm Tư lệnh Quân đoàn IV đồn trú tại tình Nam Hwanghae.
Cuối năm 2003, Chu Sang-song được gọi về Bình Nhưỡng và thay thế Choe Yong-su trên cương vị Bộ trưởng Bộ An ninh trong năm 2004. Ông cũng được bầu làm một thành viên của Ủy ban Quốc phòng trong năm 2009, như một phần của một kế hoạch mở rộng của thành viên Ủy ban.
Mùa xuân năm 2010, Bộ An ninh Xã hội đã được đưa vào trực thuộc Ủy ban Quốc phòng và thay đổi thành Bộ An ninh Nhân dân. Chu Sang-song vẫn tiếp tục giữ cương vị Bộ trưởng, dù vai trò này vẫn được đặt dưới quyền của Phó chủ tịch Ủy ban Quốc phòng Chang Sung-taek. Sự nghiệp chính trị của Chu Sang-song tiếp tục thăng tiến vào tháng 9 năm 2010, khi tại Hội nghị Đảng Lao động Triều Tiên, ông được tái bầu vào Ủy ban Trung ương và được bầu vào Bộ Chính trị.
Lần xuất hiện cuối cùng của Chu Sang-song là tại một buổi biểu diễn của Chương trình ca vũ của Lực lượng an ninh nội địa kỷ niệm lần thứ 69 ngày sinh của Kim Jong-il vào tháng 2 năm 2011. Ông bị chính thức  sa thải vào ngày 16 tháng 3 theo quyết định của Ủy ban Quốc phòng, mà theo Hãng Thông tấn Trung ương Triều Tiên, là với lý do sức khỏe.